# Rhipidia schadei
Rhipidia schadei är en tvåvingeart som först beskrevs av Alexander 1929.  Rhipidia schadei ingår i släktet Rhipidia och familjen småharkrankar. Inga underarter finns listade i Catalogue of Life.